# 純ちゃん郁恵の自慢じゃないけど
『純ちゃん郁恵の自慢じゃないけど』（じゅんちゃんいくえの じまんじゃないけど）は、1986年10月13日から1987年2月2日までテレビ朝日系列局（一部を除く）で放送されていたテレビ朝日制作のバラエティ番組である。放送時間は毎週月曜 19:30 - 20:00 （日本標準時）。
視聴者の身近にいる芸達者やユニークな話題を自薦・他薦で紹介するという内容だった。

## 出演者

### 司会
- 高田純次
- 榊原郁恵

### その他の主な出演者
- 勝野洋
- ラサール石井
- 兵藤ゆき
- 山咲千里
- 笑福亭笑瓶
- 稲川淳二
- 中野良子
- 石田えり
- 原田大二郎

## スタッフ
- 企画：斉藤寿孝
- プロデューサー：木村寿行、牛丸謙壱
- ディレクター：久保田隆、駒木純一、中山憲明
- 制作：テレビ朝日、IVSテレビ制作

| テレビ朝日系列 月曜19:30枠                                             | テレビ朝日系列 月曜19:30枠                                       | テレビ朝日系列 月曜19:30枠                                  |
| 前番組                                                                 | 番組名                                                           | 次番組                                                      |
| ---------------------------------------------------------------------- | ---------------------------------------------------------------- | ----------------------------------------------------------- |
| 銀牙 -流れ星 銀- （1986年4月7日 - 1986年9月22日） 【ここまでアニメ枠】 | 純ちゃん郁恵の自慢じゃないけど （1986年10月13日 - 1987年2月2日） | 終着駅ロマン紀行 （1987年2月16日 - 3月23日） 【つなぎ番組】 |